# Інтелект

Коефіцієнт інтелекту. Графік.

Інтелéкт (від лат. intellectus «відчуття», «сприйняття», «розуміння») — це розумова здатність, яка охоплює здібності до навчання, міркування, вирішення проблем і адаптації до нових ситуацій. Це включає в себе здобуття, розуміння, збереження та застосування знань у різних сферах і демонструється через логічне мислення, креативність, абстрактне міркування та виважене прийняття рішень.
Згідно з іншим означенням, інтелект — це інформаційний потенціал знань конкретної особистості, отриманий в результаті функціонування свідомості, мислення та розуму людини,[джерело?] здатність керуватися великим обсягом знань.
За своєю суттю інтелект відображає спроможність розуміти зв’язки між ідеями, встановлювати зв’язки та вирішувати проблеми, використовуючи доступну інформацію. Це передбачає не лише здатність здобувати знання, але й здатність ефективно застосовувати їх у різноманітних контекстах. Інтелект не обмежується лише академічними чи аналітичними заняттями, але поширюється на емоційне розуміння, соціальні взаємодії, "здоровий глузд" та практичні навички вирішення проблем.
Вимірювання інтелекту є предметом постійних досліджень, і для оцінки різних аспектів інтелекту розроблено різні теорії та тести. Психометричні тести, такі як тест IQ, спрямовані на кількісну оцінку інтелектуальних здібностей, але вони можуть не повністю охопити людський інтелект, часто не звертаючи уваги на такі аспекти, як емоційний інтелект, креативність або практична мудрість.
Інтелект — це динамічна та еволюційна риса, на яку впливають генетичні фактори, фактори навколишнього середовища, освіта, досвід і соціокультурний контекст. Це непостійна риса, яку можна вдосконалювати або розвивати протягом життя шляхом навчання, отримання нового досвіду та цілеспрямованого когнітивного тренування. Інтелект являє собою комплексний набір когнітивних здібностей, які дозволяють людям розуміти, аналізувати та орієнтуватися в складнощах світу та життя, адаптуватися та процвітати в різноманітних ситуаціях, використовуючи свої розумові здібності та набуті знання.

## Сутність терміна
Інтелект властивий людям, а також спостерігається у тварин. Штучний інтелект — це розділ обчислювальної лінгвістики та інформатики, який займається формалізацією проблем і завдань інтелекту.
Людина застосовує інтелект для обробки наявної інформації, наприклад, з метою побудови або вдосконалення розуміння, позиції, стратегії, методу, правила, комбінації, відношення, пояснення, рішення, плану чи цілі.
Інтелект пов'язаний з іншими внутрішніми властивостями людини, такими як сприйняття, пам'ять, мова, уява, самосвідомість, самоконтроль, характер, володіння тілом, творчість, інтуїція і власне формується завдяки функціонуванню зазначених параметрів особистості.
Інтелект найчастіше спрямовується на вирішення питань облаштування побуту і відпочинку, професійну діяльність, міжособистісні стосунки та самовдосконалення.
В повсякденному житті в сучасній розвинутій людині інтелект також проявляє себе у вигляді внутрішніх відчуттів і образів мислення, таких як відчуття реальності, часу, простору, себе, ритму, відповідальності, гумору, ситуації, прекрасного, небезпеки, захищеності, такту, комфорту, міри, справедливості, довіри, свободи, поваги, власної гідності та інших, і у вигляді аналітичного, образного, практичного, абстрактного, тактичного або стратегічного образу мислення.
Також існують споріднені поняття «Інтелектуальний апарат» і «Інтелектуальний потенціал». По відношенню до суспільства використовуються терміни: «Інтелект планети», «Інтелект нації», «Інтелект країни», «Інтелект установи» тощо.

## Походження інтелекту
За походженням інтелект є сконцентрованим досвідом розв'язання проблем, надбаним людиною впродовж життя і успадкованим від попередніх поколінь.
Інтелéкт (ро́зум) — сукупність розумових здібностей. За допомогою розуму людина:
- (розумові здібності)
  - вчиться, тобто здобуває нові знання та удосконалює свої розумові здібності;
- (досягнутий рівень розумового розвитку)
  - розуміє мову та абстрактні ідеї;
  - обдумує бажаний для неї результат (проблеми тощо) та складає план щодо його досягнення, а потім безпосередньо здійснює заплановане, роблячи висновки (як зі своєї діяльності, так і діяльності інших) та удосконалюючи свій практичний досвід.

Дане поняття інколи ототожнюється з інтелігенцією, особливо в таких словосполученнях як, наприклад, «інтелект нації».

## Типи інтелекту
Існує основні 4 типи інтелекту:
- Коефіцієнт інтелекту (англ. Intelligence Quotient)) — вимірює рівень розуміння людини, як здатність розв'язувати задачі, запам'ятовувати, визначати закономірності;
- Емоційний інтелект (англ. Emotional Quotient) — здатність розуміти власні почуття, та керувати ними щоб спілкуватися, співпереживати іншим, управляти конфліктами та долати стрес;

- Соціальний інтелект (англ. Social Quotient) — здатність людини правильно розуміти свою поведінку і поведінку інших людей у суспільстві. Соціальний інтелект реалізує пізнавальні процеси, пов'язані з відображенням людини як партнера по спілкуванню та діяльності.
- Адаптивний інтелект (англ. Adaptive Quotient) — показує здатність людини адаптуватися до змін, сприймати реальність, долати виклики та труднощі.[1] [2]

## Інтелект і розум
Інколи провадиться ідея нетотожності термінів «розум» та «інтелект» в тому аспекті, що розум (як вважають прибічники такої концепції) є вужчим поняттям, ніж інтелект, бо передбачає як здібності, так і високий рівень досягнень у духовній культурі, тобто здатність засвоювати ши́рший спектр абстрактних ідей (відповідно, «мову» мистецтва та філософії) та оперувати ними. Очевидним чином така антитеза є дуже близькою до антитези інтелігент<>інтелектуал.
Інтелект вирішує конкретні проблеми, розум же дозволяє узагальнити досвід і застосувати рішення одних задач у вирішенні інших.